# Finale (Crash Box)
Finale è il primo LP del gruppo musicale italiano hardcore punk dei Crash Box, pubblicato nel 1987.

## Brani
1. Tempo zero
2. Ecstasy
3. Nato per essere veloce
4. Sul filo del rasoio
5. Flashes
6. Io confesso
7. Fuoco
8. Veleno per voi
9. Inquietudine
10. ...vivi!
11. Chi sono?
12. Finale